# Гундомад
Гундомад або Гундомар (д/н — 357) — король алеманів-брісгавів.

## Життєпис
Про нього відомо замало. Можливо очолив рух алеманів-брісгавів в бік римських земель, зайнявши південно-західну частину колишніх Декуматських полів. Можливо у 350—352 роках разом з іншими алеманами діяв проти Магна Децензія, внаслідок чого той не зміг надати допомогу узурпатору Магненцію.
У 354 році виступив разом з іншими алеманами проти Риму, проте зазнав поразки від імператора Констанція II в битві біля Аугуста-Рауріка. Уклав з останнім мирний договір, якого намагався всіляко дотримуватись. Після повернення у 356 році імператора на Схід алемани знову вирішили напасти на римські володіння. Проти цього виступив Гундомад. Тоді за намовою свого брата Вадомара короля було вбито. Новим очільником брісгавів став Вадомар.